# Mark van Vugt

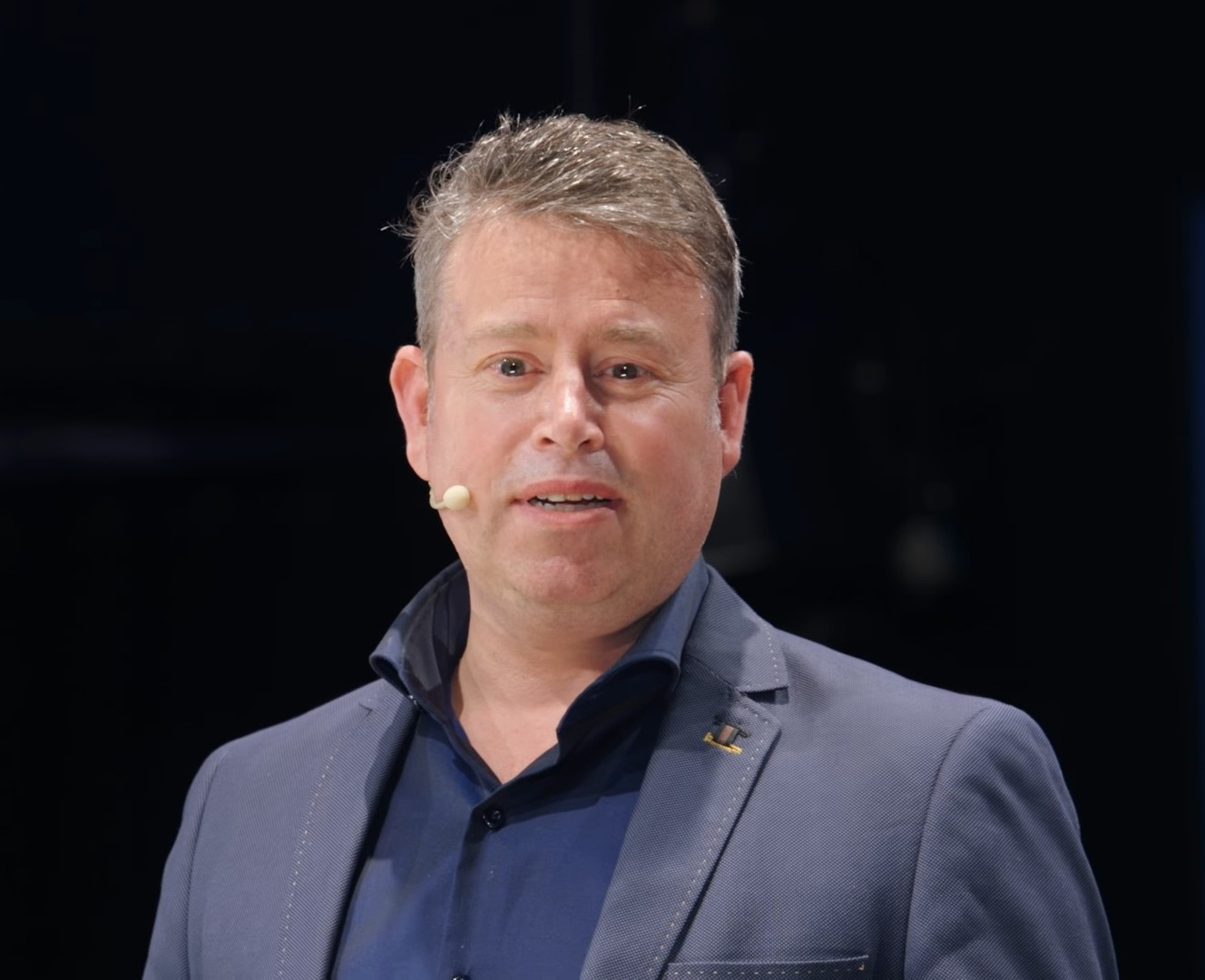
Mark van Vugt, 2017

Mark van Vugt (Amsterdam, 9 mei 1967) is een Nederlands evolutionair psycholoog die een leerstoel bekleedt in de sectie organisatiepsychologie aan de Vrije Universiteit Amsterdam. Van Vugt heeft tevens een onderzoekspositie aan de Universiteit van Oxford in het Verenigd Koninkrijk. Van Vugt is ook directeur en oprichter van het Amsterdam Leadership Lab en een van de mede-oprichters van de European Human Behavior and Evolution Association (EHBEA)

## Loopbaan en Interesse
Van Vugt deed het Gymnasium aan het Bataafs Lyceum in Hengelo, Twente en studeerde psychologie aan de Universiteit van Groningen, gevolgd door een doctoraat in de toegepaste sociale psychologie aan de Universiteit Maastricht, waar hij onderzoek deed naar duurzaamheid in het milieu en transport vanuit het perspectief van het sociale dilemma en de tragedie van de meent.
Na het behalen van zijn doctoraat in 1996 trad Van Vugt in dienst van de Universiteit van Southampton als docent psychologie. Hij werd tot hoogleraar aan de Universiteit van  Kent benoemd in 2004. 
Van Vugt is sinds 2010 hoogleraar Psychologie aan de Vrije Universiteit Amsterdam en doet onderzoek vanuit de evolutionaire en Darwinistische psychologie naar gedrag in organisaties. Zijn onderzoek bestrijkt de gebieden van de evolutionaire psychologie, zoals toegepast op diverse onderwerpen in de organisatiepsychologie waaronder leiderschap management macht  gezag samenwerking competitie en sekseverschillen. Tevens doet hij onderzoek naar belangrijke maatschappelijke thema's zoals thuiswerken politiek oorlog en vrede, duurzaamheid milieu sport en complottheorieën. Zijn onderzoek is verschenen in meer dan 250 wetenschappelijke publicaties waaronder in Nature, American Psychologist Psychological Science Psychological Bulletin en Leadership Quarterly. Hij beschreef onder meer de male warrior hypothesis de evolutionary mismatch hypothese, de evolutionaire basis van duurzaamheid en de evolutionaire leiderschapstheorie. Ook leidt Van Vugt onderzoek naar de psychologische impact van COVID-19 en andere disrupties op werk en organisatie, resulterend in een beleidsdocument vanuit het NIP.

## Populaire wetenschap
Van Vugt is auteur van het boek Lucy, Darwin & Lady Gaga waarin hij allerlei maatschappelijke thema;s beziet door de bril van Darwin. Van Vugt is ook hoofdauteur van een populairwetenschappelijk boek over leiderschap, de Natuurlijke Leider, dat hij samen met de Britse wetenschapsjournalist Anjana Ahuja schreef (dit boek is vertaald in meer dan tien landen). Daarin wordt zijn evolutionaire leiderschapstheorie uiteengezet. Hij is co-auteur van het boek Gezag dat hij schreef met organisatieadviseur Max Wildschut en dat evolutionair psychologische inzichten toepast op organisaties; Van Vugt is tevens co-auteur van boeken over Evolutionaire mismatch theorie met schrijver Ronald Giphart en een boek over de evolutionaire psychologie van voetbal, FC Sapiens, met auteur Kees Opmeer. Ook heeft hij bijgedragen aan Engelstalige leerboeken over sociale dilemma's met professor Paul van Lange en toegepassen van theorieën uit de sociale psychologie en evolutionaire psychologie met professor B. Buunk.

## Media
Onderzoek van Van Vugt is besproken in diverse internationale media zoals Nature, New Scientist, The Times, The Guardian, The Economist, CNN, Fox, Huffington Post de BBC en ABC alsmede in de meeste Nederlandstalige dag- en weekbladen, en op radio en TV met onder meer een optreden bij Vandaag Inside en Studio Voetbal in 2022.
Van Vugt draagt regelmatig wetenschapskolumns bij aan nationale media als de Volkskrant Trouw Psychologie magazine Management Team en HP/De Tijd waarin hij schreef over de meest opvallende aspecten van het menselijk gedrag vanuit de evolutionaire psychologie. 
Van Vugt heeft ook een blog op de populaire internationale psychologiewebsite Psychology Today. Deze site trekt 7 miljoen lezers per maand en bespreekt allerlei nieuwe inzichten in de psychologie.

## Awards
Van Vugt won in 2014 de Juda Groen prijs van de Stichting Interdisciplinair Gedragsonderzoek (SIGO) voor wetenschapscommunicatie. In 2020 werd Van Vugt gekozen als lid van de KHMW. In 2021 won Van Vugt het prestigieuze Alexander von Humboldt research fellowship voor zijn wetenschappelijke verdiensten. In 2024 kreeg Van Vugt een lifetime career award uitgereikt van de Academy of Management. 
Van Vugt heeft diverse gastaanstellingen gehad aan buitenlandse universiteiten zoals Universite Strasbourg (FR), National University Singapore, Universiteit van Aarhus, het Deutsche Primatenzentrum van de Georg August Universitat (DE), Universiteit La Sapienzia in Rome en de Chinese Universiteit Hong Kong.

## Onderwijs
Van Vugt geeft cursussen workshops en lezingen op het gebied van de Evolutionaire psychologie, Arbeids- en organisatiepsychologie, management en leiderschap voor studenten en managers (junior/senior) in Nederland en internationaal.

## Beleid en Bestuur
Van Vugt heeft uiteenlopende bestuurlijke functies bekleed binnen en buiten de universiteit. Van Vugt is/was lid van de redactie van diverse wetenschappelijke tijdschriften in de psychologie zoals Journal of Personality and Social Psychology en The Leadership Quarterly.  Ook heeft hij in diverse nationale commissies gezeten betreffende de kwaliteit van het universitaire psychologieonderwijs en psychologieonderzoek. Hij was tevens lid van het Stichtingsbestuur van LTP Business Psychologists (2014-2022).  Van Vugt heeft verschillende adviseursrollen gehad, waaronder bij het Europese Parlement Tweede Kamer en voetbalclub Southampton FC. Vanaf 2024 is van Vugt lid van de Raad van Advies van LTP Business Psychologists. 
Van Vugt heeft verschillende nationale en internationale subsidies gehad van onder meer NWO, Horizon Europe ESRC en Leverhulme Trust voor zijn onderzoek. 

## Boeken
- Opmeer, K., & Van Vugt, M. (2022). FC Sapiens: wat voetbal ons vertelt over menselijk gedrag. AW Bruna
- Van Vugt, M. (2020). Lucy, Darwin & Lady Gaga: Hoe de evolutie de kijk op de mens verdiept. AW Bruna
- Giphart, R., & Van Vugt, M. Mismatch: Hoe we dagelijks worden misleid door ons oeroude brein. Podium.
- Van Lange, P. A., Balliet, D. P., Parks, C. D., & Van Vugt, M. (2014). Social dilemmas: Understanding human cooperation. Oxford University Press.
- Van Vugt, M., & Wildschut, M. (2013/2022). Gezag: De wetenschap van macht, gezag en leiderschap. Bruna/Arbeiderspers. (3e druk)
- Van Vugt, M., & Ahuja, A. (2010). Selected: Why some people lead, why others follow, and why it matters. The Evolutionary Science of Leadership. London: Profile Books/New York: Harper.[1]
- Buunk, A. P., & Van Vugt, M. (2007/13). Applying social psychology: From problems to solutions. London: Sage Publications.
- Van Vugt, M., Snyder, M., Tyler, T., & Biel, A. (Eds.). (2000). Cooperation in modern society: Promoting the welfare of communities, states, and organizations. London: Routledge.

## Selectie van wetenschappelijke publicaties
- Kniffin, K. M., Narayanan, J., Anseel, F., Antonakis, J., Ashford, S. P., Bakker, A. B., ... & Vugt, M. V. (2021). COVID-19 and the workplace: Implications, issues, and insights for future research and action. American Psychologist, 76(1), 63.
- Barends, A. J., de Vries, R. E., & van Vugt, M. (2019). Power influences the expression of Honesty-Humility: The power-exploitation affordances hypothesis. Journal of Research in Personality, 82, 103856.
- van Prooijen, J. W., & Van Vugt, M. (2018). Conspiracy theories: Evolved functions and psychological mechanisms. Perspectives on psychological science, 13(6), 770-788.
- Li, N. P., van Vugt, M., & Colarelli, S. M. (2018). The evolutionary mismatch hypothesis: Implications for psychological science. Current Directions in Psychological Science, 27(1), 38-44.
- Van Vugt, M. (2017). Evolutionary psychology: theoretical foundations for the study of organizations. Journal of Organization Design, 6(1), 1-16.
- Van Vugt, M., Griskevicius, V. & Schultz, P. W. (2014). Naturally green: Harnessing stone age psychological biases to foster environmental behavior. Social Issue and Policy Review, 8, 1-32.
- Van Vugt, M., & Ronay, R. D. (2014).The Evolutionary Psychology of Leadership: Theory, Review, and Roadmap. Organizational Psychology Review, 4, 74-95. doi: 10.1177/2041386613493635
- Van Honk, J., Montoya, E., Bos, P., Van Vugt, M., & Terburg, D. (2012). New evidence on testosterone and cooperation. Nature, 485, E4-5. doi:10.1038/nature11136
- McDonald, M. M., Navarrete, C. D., & Van Vugt, M. (2012). Evolution and the Psychology of Intergroup Conflict: The Male Warrior Hypothesis. Philosophical Transactions of the Royal Society-Biological Sciences, vol. 367 no. 1589 670-679; doi: 10.1098/rstb.2011.0301
- Griskevicius, V., Cantu, S. M., & Van Vugt, M. (2012). The evolutionary bases for sustainable behavior: Implications for marketing, policy, and social entrepreneurship.Journal of Public Policy and Marketing, 31, 115-128.
- Balliet, D., Li, N., Macfarlan, S., & Van Vugt, M. (2011). Sex differences in cooperation: A meta-analytic review of social dilemmas. Psychological Bulletin.
- Spisak, B., Homan, A., Grabo, A., & Van Vugt, M. (2011). Facing the situation: Testing a biosocial contingency model of leadership in intergroup relations using masculine and feminine faces. The Leadership Quarterly
- Dunbar, R, Baron, R., Frangou, A., Pearce, E., van leeuwen, E., Stow, J., Partridge, G., Macdonald, I., Barra, V., & van Vugt, M (2011). Social laughter is correlated with an elevated pain trhreshold. Proceedings of the Royal Society-B doi: 10.1098/rspb.2011.1373
- Brosnan, S. F., Newton-Fisher, N. E., & Van Vugt, M. (2009). A melding of minds: When primatology meets social psychology. Personality and Social Psychology Review, 13, 129-147.
- Hardy, C. L., & Van Vugt, M. (2006). Nice guys finish first: The competitive altruism hypothesis. Personality and Social Psychology Bulletin, 32, 1402-1413.
- Van Vugt, M. (2009). Averting the Tragedy of the Commons: Using Social Psychological Science to Protect the Environment. Current Directions in Psychological Science, 18, 169-173.
- Van Vugt, M. (2006). Evolutionary origins of leadership and followership. Personality and Social Psychology Review, 10, 354-372.
- Van Vugt, M., De Cremer, D., & Janssen, D. (2007). Gender differences in competition and cooperation: The male warrior hypothesis. Psychological Science. 18, 19-23.
- Van Vugt, M., Hogan, R., & Kaiser, R. (2008). Leadership, followership, and evolution: Some lessons from the past. American Psychologist, 63, 182-196.